# Lijst van paratowers
Deze pagina bevat een incomplete lijst van paratowers in attractieparken.
| Naam                                                            | Bouwer        | Jaren         | Locatie                                            |
| --------------------------------------------------------------- | ------------- | ------------- | -------------------------------------------------- |
| ?                                                               | Intamin       | 1986 to 1986  | Expo 86,                                           |
| ?                                                               | Intamin       |               | Kings Dominion,                                    |
| ?                                                               | Intamin       |               | Cypress Gardens Adventure Park,                    |
| ?                                                               | Intamin       |               | Hili Fun City,                                     |
| ?                                                               | Intamin       | 1986          | Expo 86,                                           |
| ?                                                               | Vekoma        | 1980 tot      | Aquasplash,                                        |
| ?                                                               | Vekoma        | 1980 tot      | Beto Carrero World,                                |
| ?                                                               | Vekoma        | 1980 tot      | Wonderland Sydney,                                 |
| ?                                                               | Vekoma        | 1980 tot      | Janfusun Fancyworld,                               |
| Balloon Tower                                                   |               |               | Mitsui Greenland,                                  |
| Big Yoyo                                                        | Vekoma        | 1981 tot 1998 | Walibi Belgium,                                    |
| Dragonwatch                                                     | Intamin       | 2023          | Attractiepark Toverland,                           |
| en:Great Gasp                                                   | Intamin       | 1976 tot 2005 | Six Flags Over Georgia,                            |
| Jumpin' Jellyfish                                               | Intamin       | 2001          | Disney California Adventure Park, Tokyo DisneySea, |
| Para Tower                                                      | Vekoma        | 1980 tot      | Pleasure Island Family Theme Park,                 |
| Para Tower                                                      |               |               | Seoul Land,                                        |
| Parachute Drop                                                  | Intamin       |               | Lotte World,                                       |
| Parachute Tower                                                 | Vekoma        | 1982 tot 1996 | Bobbejaanland,                                     |
| Parachuter's Perch (nu: Parachute Training Center: Edwards AFB) | Intamin       | 1983          | Six Flags Great Adventure,                         |
| Paratower                                                       | Nauta Bussink | 1982 tot 1997 | Drayton Manor,                                     |
| Rainforest Drop Tower                                           | Intamin       | 2017          | Chimelong Ocean Kingdom,                           |
| Sightseeing Tower                                               |               |               | Beijing Shijingshan Park,                          |
| Sky Chuter                                                      | Intamin       | 1978 tot 1982 | Six Flags Over Mid-America,                        |
| Sky Flower                                                      | Intamin       | 1978          | Tokyo Dome City,                                   |
| Sky Jump                                                        | Intamin       | 1976 tot 1999 | Knott's Berry Farm,                                |
| en:Texas Chute Out                                              | Intamin       | 1976 tot 2012 | Six Flags Over Texas,                              |
| Tittle Tattle Tree                                              | Vekoma        | 2002          | Phantasialand,                                     |
| Toy Soldiers Parachute Drop                                     | Intamin       | 2010 2011     | Walt Disney Studios Park, Hong Kong Disneyland,    |

## Afbeeldingen

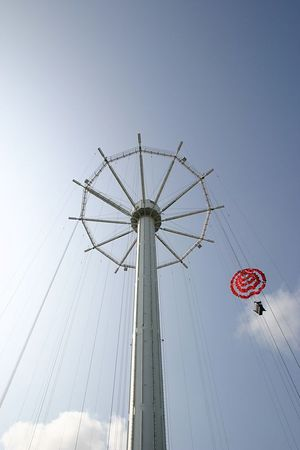
Great Gasp in Six Flags Over Georgia
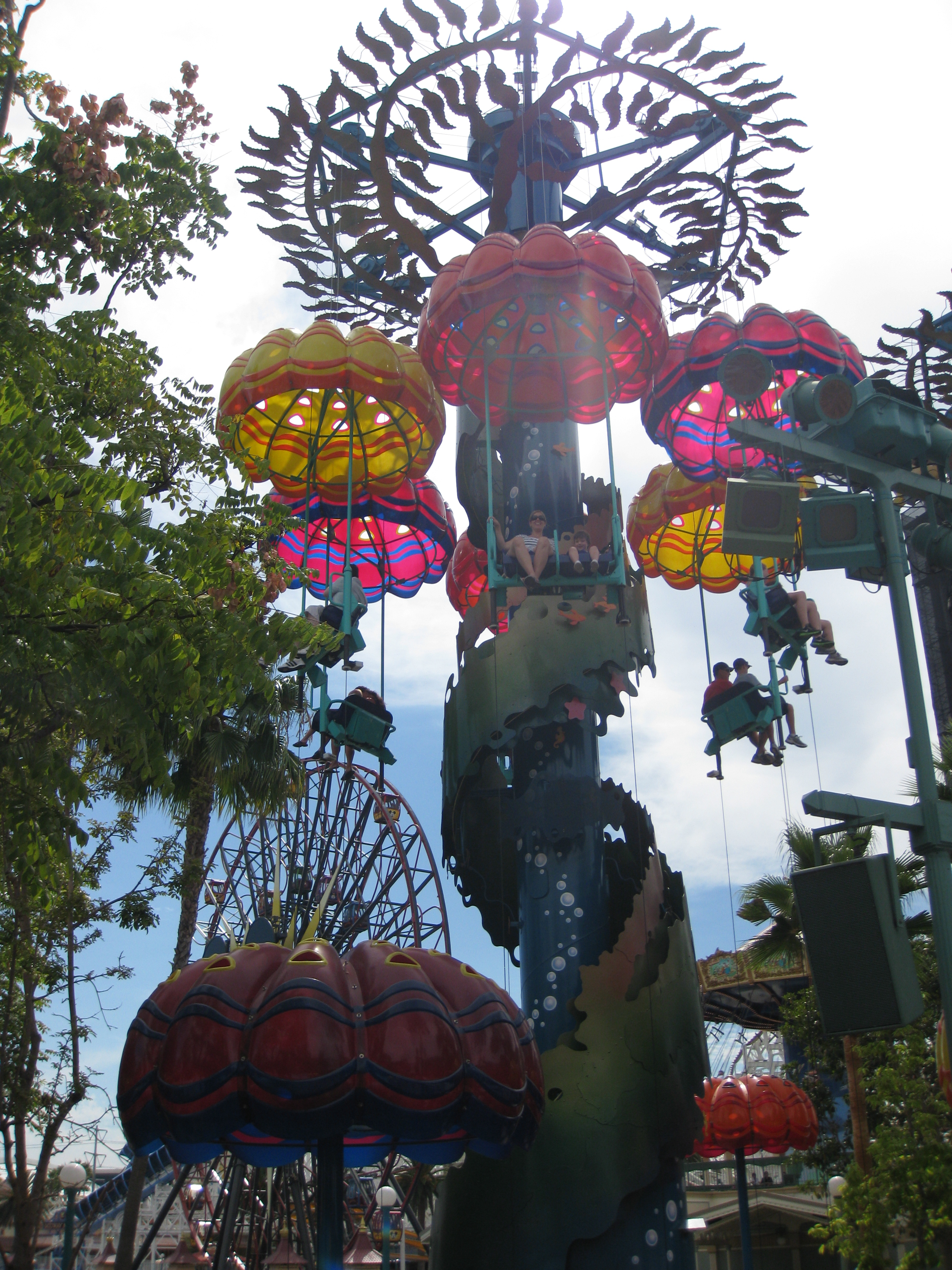
Jumpin' Jellyfish in Disney California Adventure Park
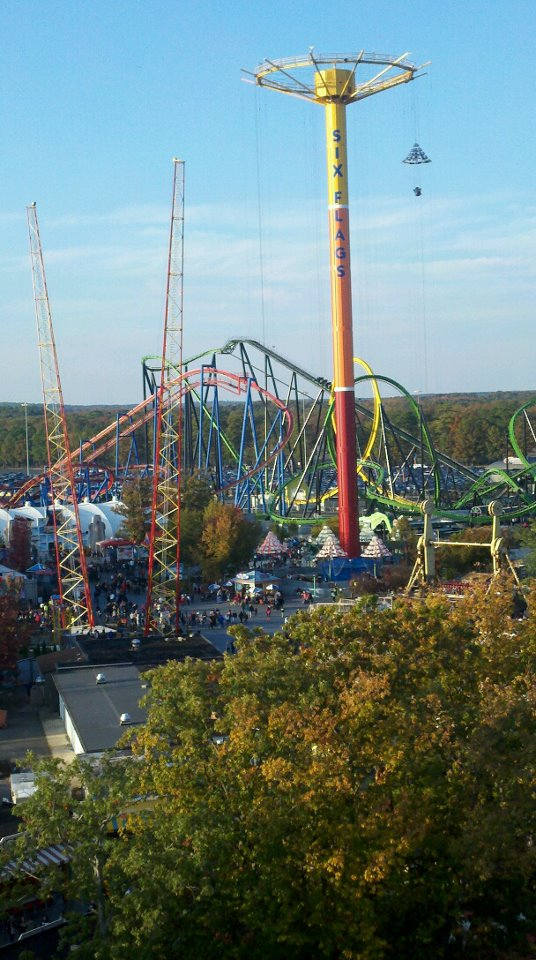
Parachuter's Perch in Six Flags Great Adventure
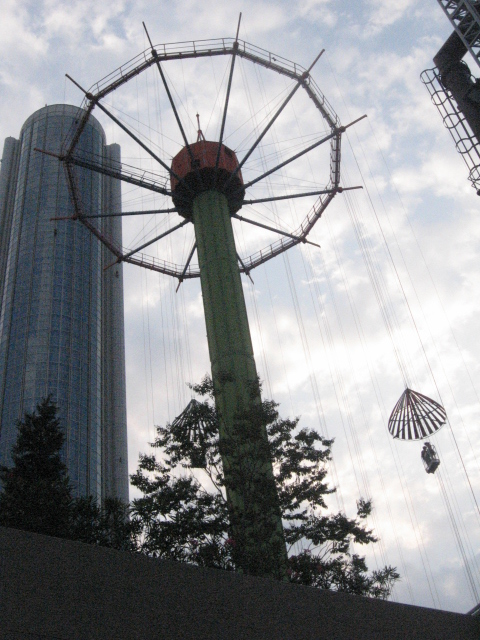
Sky Flower in Tokyo Dome City
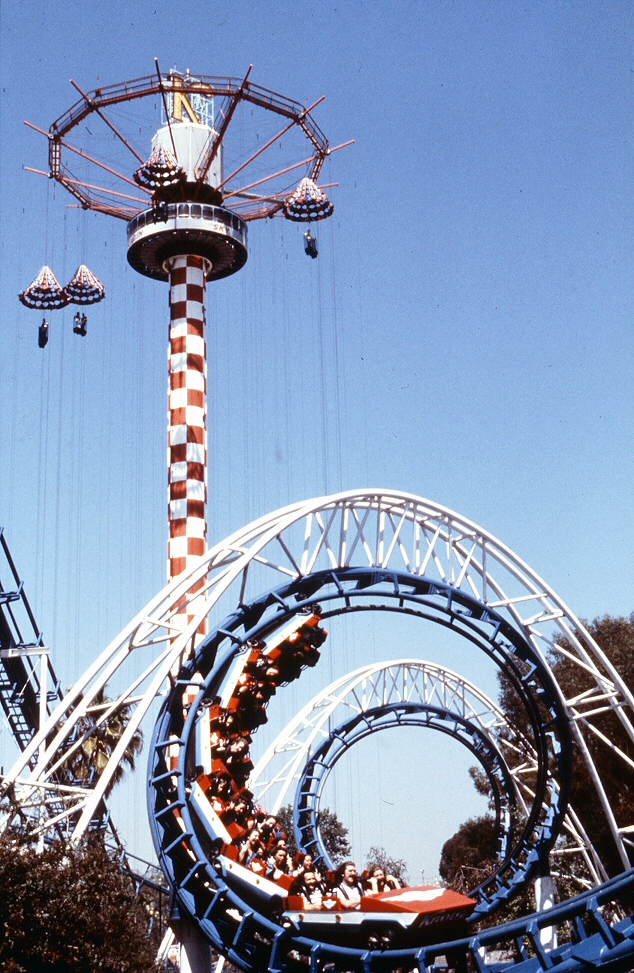
Sky Jump in Knott's Berry Farm
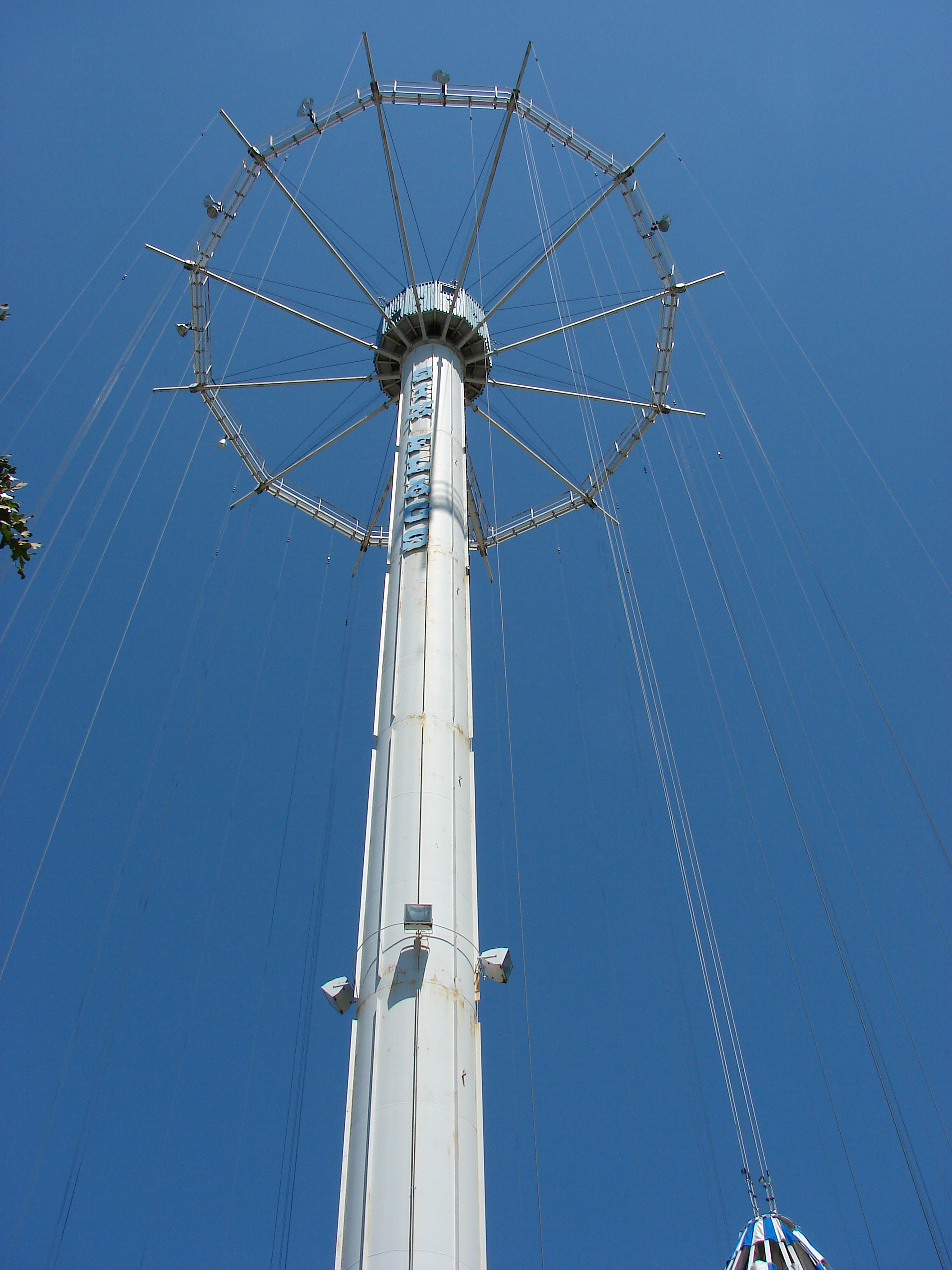
Texas Chute Out in Six Flags Over Texas
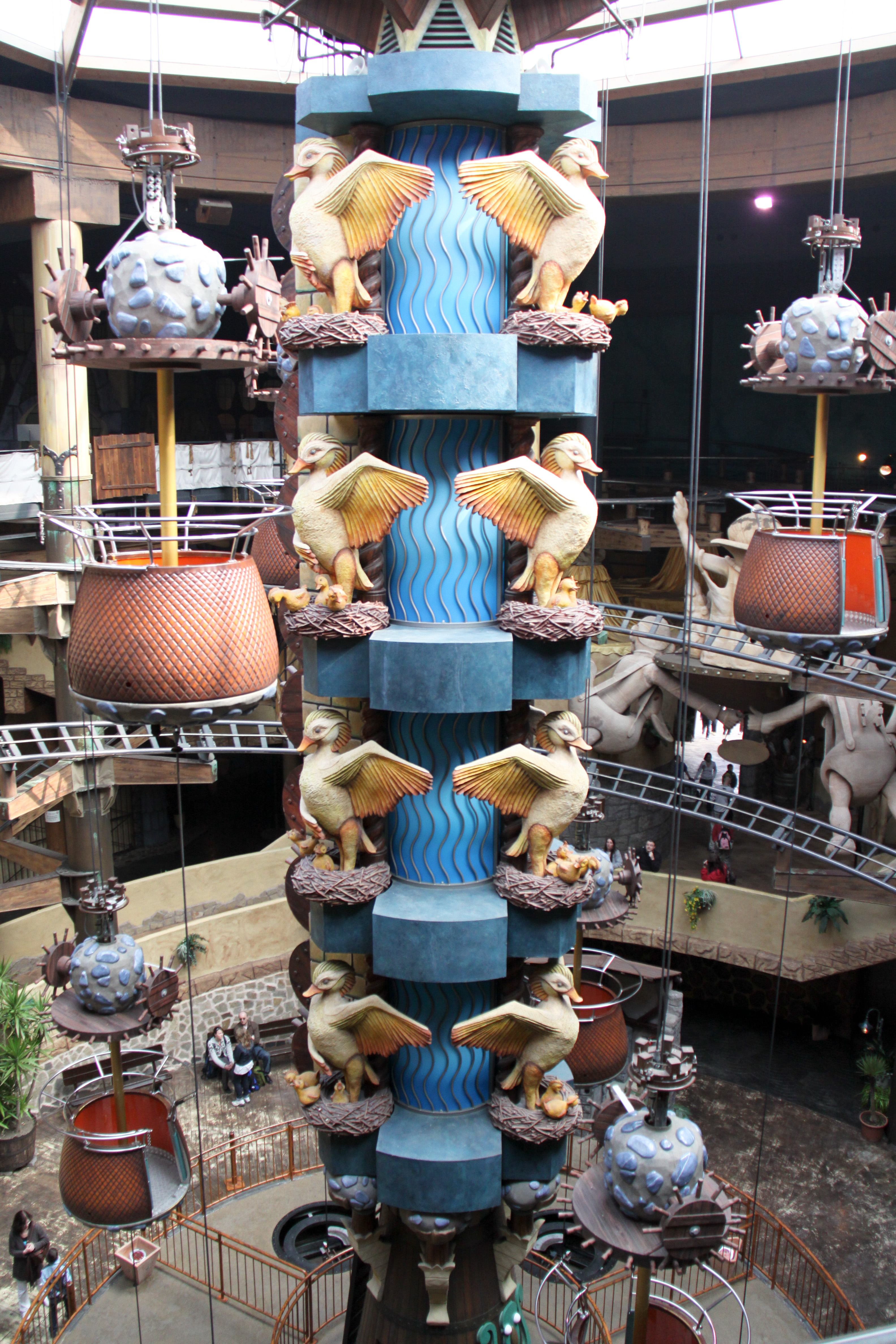
Tittle Tattle Tree in Phantasialand
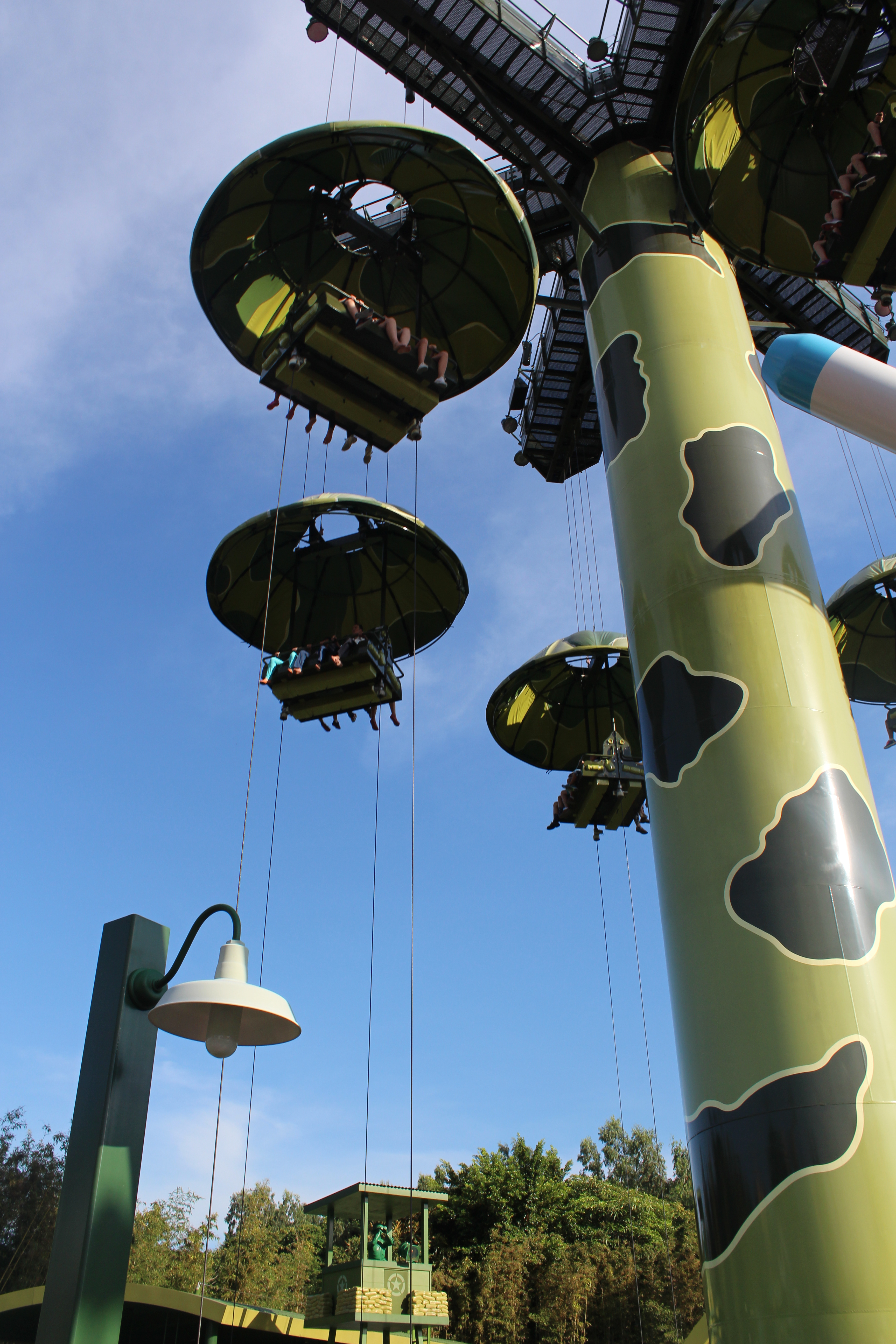
Toy Soldiers Parachute Drop in Hong Kong Disneyland